# Aurelia Vasile
Aurelia Vasile (n. 16 noiembrie 1949, Odorhei, Harghita, România) este un politician român, fost membru al Parlamentului României. În legislatura 2000-2004, Aurelia Vasile a fost aleasă deputat pe listele PDSR, a trecut la PSD în iunie 2001 și a fost membru în grupurile parlamentare de prietenie cu Republica Costa Rica, Regatul Spaniei și Republica Italiană. În legislatura 2004-2008, Aurelia Vasile a fost aleasă pe listele PSD și a fost membru în grupurile parlamentare de prietenie cu Irlanda, Republica Italiană, Republica Arabă Siriană, Regatul Norvegiei, Republica Cipru și Republica Elenă. În legislatura 2008-2012, Aureliua Vasile a fost aleasă pe listele PSD, a devenit deputat independent din decembrie 2011 și a fost membru în grupurile parlamentare de prietenie cu Republica Cipru, Republica Italiană, Republica Tunisiană și Republica Azerbaidjan. 